# Long Mountain (ort)
Long Mountain är en ort i Mauritius.   Den ligger i distriktet Pamplemousses, i den västra delen av landet, 7 km öster om huvudstaden Port Louis. Long Mountain ligger 134 meter över havet och antalet invånare är 7 775. Den ligger på ön Mauritius.
Terrängen runt Long Mountain är platt norrut, men söderut är den kuperad. Runt Long Mountain är det tätbefolkat, med 411 invånare per kvadratkilometer. Närmaste större samhälle är Port Louis, 6,9 km väster om Long Mountain. Trakten runt Long Mountain består till största delen av jordbruksmark.